# Lee Hyun-joo
Lee Hyun-joo (em coreano: 이현주; nascida em 5 de fevereiro de 1998), é uma atriz, cantora e modelo sul-coreana. Ela é ex-integrante do grupo feminino APRIL . Após sua saída do grupo, ela participou do programa de sobrevivência The Unit, da KBS2 e terminou em quinto lugar, o que fez sua estreia como membro do grupo feminino do projeto Uni.T em 2017. Ela é conhecida por seus papéis principais em Love Distance 2, The Witch Store e Love, Can You Deliver Today.

## Carreira

### 2015-2016: April e carreira de atriz
Lee Hyun-joo estreou como membro do April com o álbum de estreia "Dreaming". Depois do segundo álbum delas, "Spring", ela entrou em um hiato para se concentrar em sua saúde e, em outubro, anunciou sua saída do grupo para seguir a carreira de atriz enquanto lidava com seus problemas de saúde.
Em 2016, ela fez sua estréia como atriz com a série de televisão "Momin's Room" como o papel de Lee Moda.

### 2017 – presente: The Unit, UNI.T e retorno como atriz
Em 2017, ingressou no reality show de sobrevivência The Unit, e em 18 de maio de 2018 conquistou o 5º lugar, tornando-se membro e estreia do grupo feminino temporário Uni.T com a estreia EP Line .
Em 12 de outubro de 2018, a Uni.T se desfez após cinco meses de promoção, Lee posteriormente continuou como atriz e voltou para sua agência.

## Filmografia

### Televisão
| Ano  | Título                      | Função       | Ref.  |
| ---- | --------------------------- | ------------ | ----- |
| 2016 | Momin's Room                | Lee Moda     | [ 2 ] |
| 2018 | Our Neighborhood            | Ki yun-ji    | [ 3 ] |
| 2019 | Love Distance 2             | Ha-jovem     | [ 4 ] |
| 2019 | The Witch Store             | Yoo Young Ji | [ 5 ] |
| 2019 | Love, Can You Deliver Today | Yoon Hye Joo | [ 6 ] |

### Variety Show
| Ano  | Título                       | Função      | Notas              | Ref.   |
| ---- | ---------------------------- | ----------- | ------------------ | ------ |
| 2011 | Weekly Idol                  | Ela própria | Papel de convidado | [ 7 ]  |
| 2015 | April's On Airpril: Season 1 | Ela própria | Membro regular     | [ 8 ]  |
| 2016 | Fact iN Star                 | Ela própria | Papel de convidado | [ 9 ]  |
| 2017 | The Unit                     | Ela própria | Membro regular     | [ 10 ] |
| 2018 | THE UNI+ Special Show        | Ela própria | Membro regular     | [ 11 ] |
| 2018 | Idol Room                    | Ela própria | Papel de convidado | [ 12 ] |
| 2018 | UNI.TV                       | Ela própria | Membro regular     | [ 13 ] |
| 2019 | Creator Campus               | Ela própria | Membro regular     | [ 14 ] |